# Voyage Autour du Monde sur la Frégate la Venus Pendant les Années 1836-1839. Botanique
Voyage Autour du Monde sur la Frégate la Venus Pendant les Années 1836-1839. Botanique (abreviado Voy. Venus, Bot.) es un libro con ilustraciones y descripciones botánicas escrito por el botánico y agrónomo francés de origen belga, Joseph Decaisne. Fue publicado en el año 1864 como el volumen V.